# Tachytrechus absarista
Tachytrechus absarista är en tvåvingeart som beskrevs av Wei 1998. Tachytrechus absarista ingår i släktet Tachytrechus och familjen styltflugor. Inga underarter finns listade i Catalogue of Life.